# Gilgal (kibuc)
Gilgal (hebr.: גלגל) – kibuc położony w samorządzie regionu Bika’at ha-Jarden, w Dystrykcie Judei i Samarii, w Izraelu.
Leży w Dolinie Jordanu, w odległości około 16 km na północ od miasta Jerycho.
Członek Ruchu Kibuców.

## Historia
Osada powstała w 1970 jako wojskowy punkt obserwacyjny, w którym w 1973 osiedlili się cywilni żydowscy osadnicy.

## Gospodarka
Gospodarka kibucu opiera się na intensywnym rolnictwie.